# Ferriera di Servola
La Ferriera di Servola era un complesso industriale specializzato nella produzione di ghisa, sito a Servola, un rione di Trieste. L'area a caldo è stata chiusa il 9 aprile 2020.
Si estende per 560.000 metri quadri, in cui sorgono la cokeria, l'impianto di agglomerazione, due altiforni e la macchina a colare (per la solidificazione della ghisa in pani). Era dedito alla produzione di ghisa, destinata ai settori metalmeccanico e siderurgico.

## Storia
La Ferriera viene costruita nel 1896 dalla Krainische Industrie Gesellschaft (Società Industriale della Carniola) di Lubiana, per la produzione di ghisa e ferrolega destinata a rifornire gli altri impianti siti nell'Impero austro-ungarico.

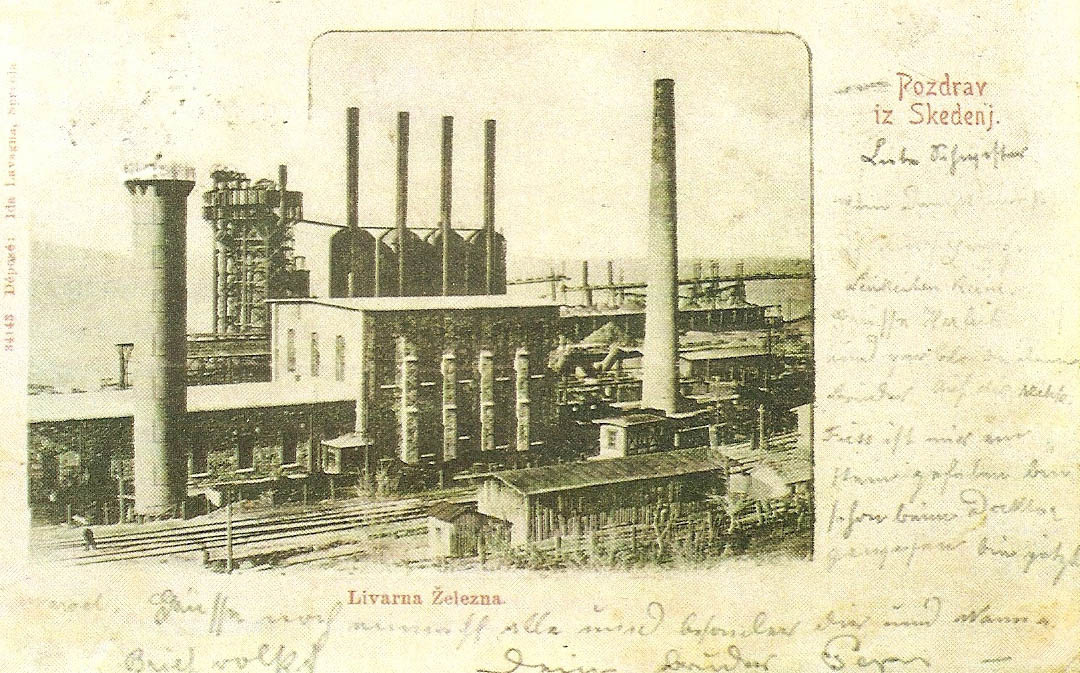
La ferriera di Servola nel 1905

Nel 1918 Krainische Industrie, al termine della Grande Guerra si ritrovò con tre stabilimenti, siti in tre territori diversi, conseguentemente allo smembramento dell'Impero Austro-Ungarico: uno nel Regno dei Serbi, dei Croati e degli Sloveni, uno in Austria e uno in Italia, appunto.

### In Ilva
Nel 1924 la ferriera fu presa in affitto da Società Altiforni e Acciaierie della Venezia Giulia fino al 1931, quando entrò a far parte di ILVA (IRI-Finsider), arrivando ad occupare 1.670 dipendenti nel 1939: in quegli anni fu oggetto di profondi interventi di ammodernamento e potenziamento.
Nel 1961 ILVA si fonde con Acciaierie di Cornigliano, dando vita ad Italsider, che divenne il nuovo proprietario dell'impianto triestino: l'acciaieria viene dismessa ma si amplia il reparto fonderia.
Nel 1982 lo stabilimento viene ceduto a Attività Industriali Triestine (Acciaierie di Terni, sempre IRI-Finsider).

### La privatizzazione
Con il 1988 arriva la privatizzazione con la cessione dell'impianto al Gruppo Pittini: la nuova gestione investe 300 miliardi di lire, riammoderna l'altoforno e costruisce una nuova acciaieria a colata continua, continuando ad essere l'unico produttore di pani di ghisa in Italia. La crisi del mercato del 1993 non gli permette però di rientrare dei capitali e la Ferriera, che ora si chiama Altiforni e Ferriere di Servola - AFS S.p.A., è commissariata, con il conseguente blocco di tutti gli impianti ad eccezione della cokeria.
Nel 1995 subentrano Lucchini (80%) e Bolmat (con il 20%, di Bruno Bolfo -titolare di Duferco- e di Vittorio Malacalza) che sborsano 53 miliardi di lire per ottenerne la proprietà: gli impianti sono gradualmente riavviati: occupa in quegli anni 600 dipendenti effettivi.
Nel 2002 viene chiusa l'acciaieria e l'impianto si regge grazie ad altoforno, cokeria e alla centrale termoelettrica, alimentata dai gas di risulta che vengono ceduti in regime di Cip6, a tariffazione agevolata.
Nel febbraio 2005 il gruppo russo Severstal acquisisce il 62 per cento della Lucchini, arrivando progressivamente fino al 100%.
Dal 21 dicembre 2012 a seguito della richiesta di amministrazione straordinaria presentata dalla stessa azienda, il Ministero dello sviluppo economico ha designato Piero Nardi quale Commissario di Lucchini S.p.A. in a.s., società alla quale Servola lega il suo destino.
Nel 2015 il gruppo italiano Arvedi acquisisce l'intero impianto, già inserito nelle aree di crisi complessa, e sottoscrivendo un Accordo di Programma con le istituzioni per la messa in sicurezza ambientale e la reindustrializzazione dell'intera area.

### La demolizione e riconversione
Il 9 aprile 2020 l’operatività dell’area a caldo viene definitivamente arrestata, in seguito alla firma di un nuovo Accordo di programma.
Nel 2021 l'area caldo viene acquisita da ICOP per bonificarla e convertirla ad uso logistico per l'espansione del porto di Trieste. Come scrive il Sole 24 Ore, "'l'accordo mira a rilanciare il comprensorio industriale dove sorgeva l'altoforno, spento nei mesi scorsi, dopo 123 anni di attività. Nell'area nascerà un polo logistico sostenibile a servizio del porto e dell'economia del territorio. In base all'accordo, gli anni previsti per la riconversione sono 5, suddivise in 3 fasi, e un valore di 98 milioni. 
Sull'ex area a caldo si svilupperà il raccordo ferroviario della stazione di Servola, che potrà accogliere treni completi da 750 metri, e uno snodo autostradale diretto sulla Grande viabilità. Vale a dire che saranno poste le basi per il successivo avvio dei lavori del Molo VIII, previsto dal Piano regolatore portuale approvato nel 2016. Si tratta di un ulteriore investimento di oltre 400 milioni di euro, che rappresenterà uno degli sbocchi di lavoro più importanti per il territorio del Friuli Venezia Giulia, dando lavoro a circa 500 addetti."
Il giorno 18 settembre 2022 con un'esplosione vengono abbattute le ultime cinque costruzioni (quattro manufatti e un camino) ancora in piedi.

## Inquinamento
È stata chiamata L'Ilva del Nord-Est a causa dell'inquinamento ambientale prodotto con l'emissione di polveri sottili e altre sostanze cancerogene. La ferriera, finché è stata in funzione, inquinava inevitabilmente anche il mare sul quale era direttamente affacciata, e nel quale venivano riversati i fanghi dell'altoforno e scarti dell'acciaieria. Inoltre, durante giornate di forte vento di libeccio, le polveri del parco minerali venivano disperse nel vicino rione di Servola e in parte della città, rovinando le carrozzerie delle automobili e imbrattando gli edifici. Numerose le morti sospette tra i dipendenti, secondo i sindacati, che arriverebbero allo sconvolgente numero di 83 operai morti in 13 anni, morti per le polveri e l'amianto inalati.
Affermazioni che si scontrano con le dichiarazioni del Direttore dello Stabilimento che afferma la regolarità ambientale dell'impianto.

## Dati
Nel 2012 la Ferriera impiegava direttamente 493 dipendenti più 300 dell'indotto .
La Ferriera di Servola nel 2011 ha prodotto 369,1 kt di ghisa liquida e 328,8 kt di ghisa in pani. Il ciclo produttivo dello stabilimento si compone di cokeria, impianto di agglomerazione, altoforno e impianto di colaggio ghisa.